# المعهد العالي للتجارة وإدارة المقاولات
المعهد العالي للتجارة وإدارة المقاولات، (يسمى اختصاراً بـISCAE)، هو معهد عالٍ في المغرب، تأسّس عام 1971 في الدار البيضاء. مدة الدراسة فيه ثلاث سنوات.

## وصلات خارجية
- الموقع الرسمي للمعهد